# Donația pepiniană

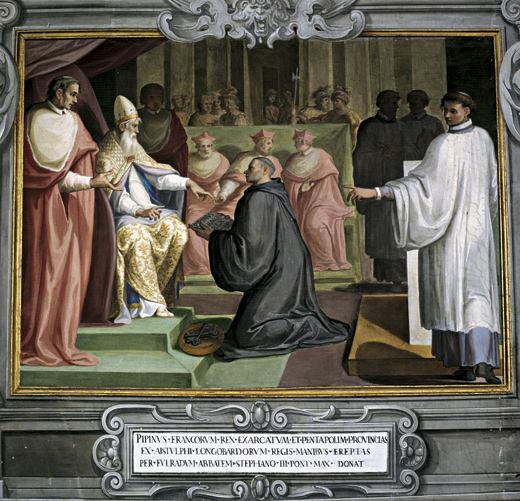
Donația lui Pepin

"Donația pepiniană" constituie două măsuri luate de regele franc Pepin cel Scurt, în  754 și 756, care au asigurat baza legală pentru organizarea formală a Statului papal, inaugurând astfel puterea temporală a papilor în cadrul autorităților civile. Donațiile au fost acordate de către Pepin la trei ani după ce devenise primul conducător civil numit de către papă, în jurul anului 751.

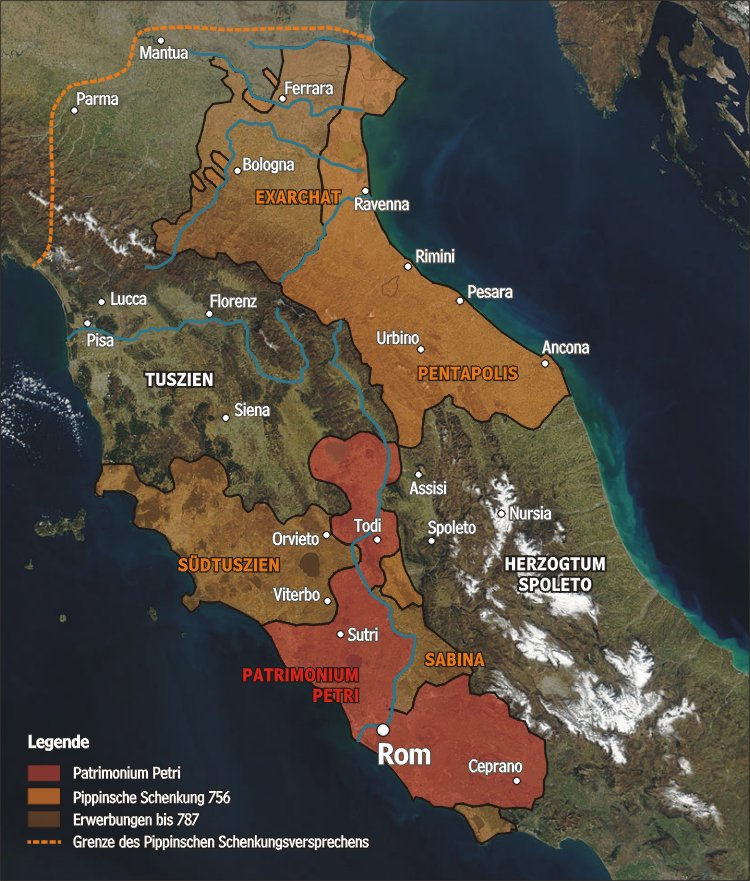
Statele Papale în 800

În 727, Leon al III-lea Isauricul, ca urmare a unui conflict, îi confiscă papei teritoriile din sudul Italiei precum și Iliricul.
În 753, sub conducerea regelui Aistulf, longobarzii au cucerit Exarhatul de Ravenna, principalul sediu al autorității bizantine din Italia, al cărui patriarh deținea putere teritorială ca reprezentant al împăratului de la Constantinopol, independent de papa de la Roma. Ducele longobard de Spoleto și regii longobarzi din nord (Langobardia Major) au supus teritoriul roman unei reale amenințări, iar Aistulf a solicitat tribut din partea papei Zaharia. După ce Zaharia a murit în martie 752, Papa Ștefan al II-lea s-a deplasat special la Quiercy-sur-Loire în 753, pentru a se întâlni cu Pepin cel Scurt (care se încoronase la Soissons cu binecuvântarea papei Zaharia), eveniment ce marchează totodată și prima traversare a Alpilor de către un episcop al Romei. Papa s-a întâlnit mai întâi cu fiul de 11 ani al lui Pepin, viitorul Carol cel Mare, care l-a condus pe papă la tatăl său, aflat la Ponthion. La Quiercy, nobilii franci tocmai își dăduseră consimțământul pentru o campanie împotriva longobarzilor. Tradiția romano-catolică consideră că atunci a fost momentul în care Pepin ar fi așternut în scris o promisiune prin care să acorde Papalității anumite teritorii care urmau să fie cucerite de la longobarzi. Nu s-a păstrat niciun document în acest sens, însă sursele de la finele secolului al VIII-lea fac trimitere la un asemenea act.
În data de 28 iulie 754, papa Ștefan l-a uns pe Pepin, ca și pe cei doi fii ai acestuia, Carol și Carloman, la Saint-Denis într-o ceremonie memorabilă care a fost evocată în ritualurile de încoronare ale regilor Franței până la sfârșitul "Vechiului Regim".
În schimb, în 756, Pepin și francii l-au silit pe regele longobard să predea cuceririle făcute, iar Pepin i-a conferit papei în mod oficial teritoriile ținând de Ravenna și chiar orașe (precum Forlì) cu hinterland-urile aferente. Donația includea cuceririle longobarde din Romagna și din Ducatul de Spoleto și Ducatul de Benevento, provincia Marche (cele cinci orașe: Rimini, Pesaro, Fano, Senigallia și Ancona).
Donațiile au permis suveranului pontif să domnească pentru prima dată ca guvernator temporal. Această fâșie teritorială se întinde în diagonală de-a lungul Italiei de la Marea Tireniană la Marea Adriatică. Asupra acestor teritorii extinse și aflate în zonă muntoasă, papii medievali nu era în stare să își exercite suveranitatea în mod efectiv, dat fiind diferitele presiuni din decursul timpului, așa că Statul papal nou apărut a prezervat vechea moștenire longobardă a multor comitate și marchizate reduse, fiecare axat în jurul unei fortificații.
Pepin a confirmat donațiile sale la Roma în 756, iar în 774 fiul său Carol cel Mare a reiterat condițiile Donației pepiniene.